# Alipta
Alipta là một chi ốc biển rất nhỏ, là động vật thân mềm chân bụng sống ở biển thuộc họ Cerithiopsidae.

## Các loài
Các loài thuộc chi Alipta bao gồm:
- Alipta crenistria (Suter, 1907)

Danh sách này không đầy đủ, bạn cũng có thể giúp mở rộng danh sách.